# Naüm d'Ocrida
Naüm d'Ocrida o de Preslav (Bulgària?, ca. 830 - Ocrida, actual Macedònia del Nord, 23 de desembre de 910) fou un eclesiàstic, escriptor i erudit eslau. És venerat com a sant per diverses confessions cristians.

## Biografia
Són poques les dades sobre la seva vida. Climent d'Ocrida en parla a la seva biografia dels sants Ciril i Metodi: era membre de la missió d'aquests dos sants a la Gran Moràvia i en 867 fou ordenat sacerdot a Roma.
En 885 Naüm fou expulsat de la Gran Moràvia després d'haver estat empresonat per haver-se mostrat hostil envers la imposició de sacerdots germànics. Aquell any o poc després arribà a Pliska acompanyat de Climent d'Ocrida, Sava, Angelari i potser Gorazd (encara que algunes fonts el donen per mort en aquest temps).
Naüm fou un dels fundadors de l'Escola Literària de Pliska, on treballà entre 886 i 893 com a professor i estudiós. Quan Climent fou ordenat bisbe de 
Drembica (Velika) en 893, Naüm continuà la seva activitat intel·lectual a l'Escola Literària d'Ocrida.
El 905 Naüm fundà un monestir prop del llac d'Ocrida, que prengué el seu nom i on morí i fou sebollit.

## Veneració
L'Església Ortodoxa el recorda el 20 de maig i el 23 de desembre segons el calendari julià reformat (5 de gener u 3 de juliol segons el calendari julià.